# TechSAR 1
TechSAR 1 (auch TECSAR 1, Ofeq 8 oder Polaris) ist ein israelischer Radaraufklärungssatellit, der am 21. Januar 2008 vom Satish Dhawan Space Centre auf Sriharikota aus mit einer indischen PSLV-Trägerrakete gestartet wurde. Er wiegt 260 kg und trägt als Nutzlast ein Synthetic Aperture Radar. Zuverlässigkeitsüberlegungen und der Wunsch, den Satelliten auf eine Bahn hoher Inklination zu bringen, sprachen gegen den israelischen Träger Shavit und den Abschussort Palmachim.
TechSAR 1 ergänzt die israelische Satellitenserien:
- Ofeq (Optische Aufklärungssatelliten)
- AMOS (Kommunikationssatelliten)
- Eros (Optische Dual-Use-Erdbeobachtungssatelliten mit bis zu 1 m Auflösung)